# Tubay
Tubay é um município de  quarta classe de renda municipal (d) na província Agusan do Norte, nas Filipinas. De acordo com o censo de 1 de maio  de  2020 possui uma população de 25 785 pessoas e 6 070 domicílios.